# Lypoglossa angularis
Lypoglossa angularis är en skalbaggsart som först beskrevs av Mäklin in Mannerheim 1853.  Lypoglossa angularis ingår i släktet Lypoglossa och familjen kortvingar.

## Underarter
Arten delas in i följande underarter:
- L. a. angularis
- L. a. fenyesi
- L. a. obtusa